# 無精床
『無精床』（ぶしょうどこ）は古典落語の演目の一つ。親方も小僧も無精きわまりない無茶苦茶な床屋に、偶然入ってしまった男の災難を描いた滑稽噺。
軽く、笑いの多い噺なので多くの落語家が演じる。

## あらすじ
行きつけの床屋が混んでいるので、代わりに入った床屋がたいへんな店。掃除はしていないし蜘蛛の巣だらけ、ハサミも剃刀も錆だらけ。肝心の主人たるや無愛想でぐうたらそのもの。
顔に乗せた手拭いが熱すぎる。「熱いよ！親方！」「こっちも熱くって持ってられねえから、お前の顔に載せたんだ」
次は頭を濡らしてもらおうと頼むと、「水桶にボウフラがわいているから」「おい親方、ボウフラなんか湧いてるのかよ！」「これぁ飼ってんだよ。水桶をこう叩くだろ。そら、沈んだ。かわいいだろ。その間に頭ぬらしとけ」非衛生極まりない。
頭を剃る段になると、小僧に剃らせようとする。「おい大丈夫かい?」「何言ってやがんでえ。うちの小僧にも稽古させねえといけねえ」「俺は稽古台か!」
しぶしぶ剃刀を当てさせると、案の定痛くてたまらない。聞くと下駄を削った剃刀で剃っているという。呆れて音を上げた客、剃刀も親方に代わってもらうが、親方は客の頭がデコボコで剃りにくいとこぼす始末。しかも側に控えて見学する小僧にいちいち指図する。
「おい、俺の手元よく見ておけ……何見てんだ?　何ぃ、表に角兵衛獅子が通っている!?　そんなもの見てんじゃねえよ！」と小言の連続。そのうち親方、手を滑らせる。
「あ痛ッ! ああっ、血が出ちまったじゃあねえか。親方!　どうしてくれるんだ!」
「なあに、縫うほどのものじゃねえ」

## バリエーション
店に迷い込んできた犬を登場させて「冗談落ち」とするサゲのパターンもある。
「この犬は前に間違って客の耳を削ぎ落したら拾って食っちまったんで、またきやがった」「……（客、驚愕して青ざめる）」「今日は駄目だ！あっち行ってろ！……
どうしても行かねえか……しょうがねえなあ……済まねえが、お前さんの耳をあげてもいいかい?」「冗談言っちゃいけねえ」

## 無精の小噺
無精者をテーマとした小咄として下記がある。
無精猫
あるところにとても無精な親子がいた｡ある日､二人は神棚の火を消し忘れて寝たために家が火事になってしまうが､この親子は火を消すのがめんどくさいからと言っていつまでも消火をしようとしない｡そうこうしているうちに､火は家中に広がり､果てには布団にまで引火して二人の足も焼け始めるが､それでも二人はめんどくさいと言い､遂には焼け死んでしまう｡
死後､二人は閻魔大王様に｢自身の無精から死んだだけにとどまらず､延焼で近所の者にまで多大な迷惑をかけた｣と言って､その罪から次に生まれ変わる時は獣に生まれ変わらせるが､お情けとして二人の好きな獣にしてやる､と言う｡すると､二人は｢真っ黒で､鼻に白い点々がある猫に生まれ変わらせて下さい｣と言う｡閻魔様が理由を聞くと､｢夜､寝ていると白い点々を米粒だと勘違いしてねずみが寄ってくるから､食事がめんどくさくならなくて済む｣と答える｡最後の最後まで､無精な親子なのであった｡
この｢無精猫｣は小噺にしてはネタ時間が長く､5分ぐらいあるので前座噺としても用いられる｡